# Obert II Pallavicino
Obert (ou Huberto) II Pallavicino o Pelavicino, né à Polesine Parmense, en 1197 et mort à Pieve di Gusaliggio (it), 8 mai 1269  est un condottiere italien, capitaine militaire fidèle à Frédéric II de Souabe. Il appartenait au rameau lombard de la famille Pallavicino.

## Carrière
Partisan de Frédéric II et membre du parti gibelin et Vicaire impérial, à partir de 1234, il soutient l'empereur contre le pape Grégoire IX et les municipalités, dont l'expansion (à Val Padana, en Ligurie, dans le nord de la Toscane) menace les vastes possessions des Pallavicino.
En 1246, il est élu, à l'instigation de Frédéric II, podestat de Reggio d'Émilie et il assiège cette même année Rossena (it) et Felina (it).
À partir de 1250, il a maîtrisé les villes de Parme, Crémone, Plaisance, Pavie et Brescia.
Contrairement à Ezzelino III da Romano, Oberto rejoint les Gibelins et participe à la grande victoire de la Ligue lombarde contre Ezzelino à la bataille de Cassano (1259). Pour cela, il a été récompensé par les villes de Milan, Côme, Lodi, Novara, Tortona et Alessandria.
Lorsque Carlo d'Angiò a envahi la Lombardie, Oberto a combattu à nouveau les Guelfes, mais a été battu à plusieurs reprises.

## Mariages et descendance
Obert épouse, en premières noces,Beatrice della Gherardesca de Pise, qu'il répudie car leur union est stérile.
Il se remarie avec Sofia d'Enrico da Egna, peut-être une parente d'Ezzelino III da Romano, avec qui il a cinq enfants :
- Giovanna, qui épouse Salinguerra Torelli
- Isabella
- Manfredino (1254-1328), qui était maire de Pavie et homme d'armes
- Maria, qui a épousé Guido Guidi
- Margherita, qui a épousé Alberto della Scala de Vérone, neveu de Mastino Ier, seigneur de Vérone